# 湖南省粮食和物资储备局
湖南省粮食和物资储备局是中华人民共和国湖南省人民政府负责湖南省粮食流通宏观调控具体业务、行业指导和行政管理的直属机构。

## 内设机构
- 办公室
- 政策法规与监督检查处
- 调控与统计处
- 财务处
- 行业发展指导处
- 人事处
- 纪检组（监察室）
- 离退休人员工作管理办公室

## 直属机构
- 湖南省军粮供应管理中心
- 世界银行贷款粮食流通项目办公室
- 湖南省粮油信息中心
- 《粮食科技与经济》杂志社
- 湖南省粮食局机关后勤服务中心[1]